# مارك روني (لاعب كرة قدم)
مارك روني (بالإنجليزية: Mark Rooney)‏ (13 ديسمبر 1983 بدبلن في جمهورية أيرلندا - ) هو لاعب كرة قدم أيرلندي في مركز الهجوم. لعب مع باتريك أتلتيك ودرودا يونايتد ونادي شيلبورن ونادي كلية جامعة دبلن وDublin City F.C. ‏.